# Ben Hall legendája
A Ben Hall legendája (eredeti cím: The Legend of Ben Hall) 2016-ban bemutatott ausztrál westernfilm, amelyet Matthew Holmes írt és rendezett. A főbb szerepekben Jack Martin, Jamie Coffa, William Lee, Joanne Dobbin, Adam Willson, Callan McAuliffe és Jordan Fraser-Trumble látható. 
Ausztráliában 2016. december 1-én került mozikba. Magyarországon az HBO mutatta be.

## Szereplők
| Szereplő           | Színész               | Magyar hang         |
| ------------------ | --------------------- | ------------------- |
| Ben Hall           | Jack Martin           | Welker Gábor        |
| John Gilbert       | Jamie Coffa           | Rada Bálint         |
| John Dunn          | William Lee           | Csiby Gergely       |
| Biddy Hall         | Joanne Dobbin         | Sodró Eliza         |
| Mick Coneley       | Adam Willson          | Fesztbaum Béla      |
| Daniel Ryan        | Callan McAuliffe      | Miller Dávid        |
| Edward Morriss     | Arthur Angel          | Mihályfi Balázs     |
| Jim                | Andy McPhee           | Szacsvay László     |
| Mary Ann Coneley   | Erica Field           | Kisfalvi Krisztina  |
| Christina McKinnon | Lauren Grimson        | Ruttkay Laura       |
| Peggy Monks        | PiaGrace Moon         | Andrádi Zsanett     |
| Ellen Monks        | Lauren Gregory        | Ligeti Kovács Judit |
| Davidson felügyelő | Jordan Fraser-Trumble | Széles Tamás        |
| Condell őrmester   | Gregory Quinn         | Tóth Zoltán         |
| John Kelly         | John Orcsik           | Csuha Lajos         |
| Henry Hall         | Zane Ciarma           | Vida Bálint         |
| Billy Dargin       | Angus Pilakui         | Háda János          |
| Jim Taylor         | Nick Barry            | Rajkai Zoltán       |
| Mary Morriss       | Rain Fuller           | Mezei Kitty         |